# Alba August
Alba Adèle August (Copenaghen, 6 giugno 1993) è un'attrice danese.
Nel 2018 ha interpretato il ruolo di Simone Andersen, sorella di Rasmus Andersen, nella serie televisiva The Rain.
The Rain – serie TV, 20 episodi (2018-2020)